# Commelina sabatieri
Commelina sabatieri är en himmelsblomsväxtart som beskrevs av Charles Baron Clarke. Commelina sabatieri ingår i släktet himmelsblommor, och familjen himmelsblomsväxter.
Artens utbredningsområde är Kenya. Inga underarter finns listade.